# 施氏副霍蘭擬三棘魨
施氏副霍蘭擬三棘魨，為輻鰭魚綱魨形目擬三刺魨亞目擬三棘魨科的其中一種，為亞熱帶海水魚，西大西洋區，從美國維吉尼亞州至墨西哥猶加敦半島海域，棲息深度119-396公尺，體長可達20公分，棲息在底中層水域，生活習性不明。
其种加词“lineata”意为“线条状的”。